# Laura Gandonou
 (juillet 2025).
Si vous disposez d'ouvrages ou d'articles de référence ou si vous connaissez des sites web de qualité traitant du thème abordé ici, merci de compléter l'article en donnant les références utiles à sa vérifiabilité et en les liant à la section « Notes et références ».
Laura Gandonou est une joueuse française de football et de rugby, née le 1er février 1989 à Lyon. Elle a joué au poste de défenseur.

## Carrière
- 2004-2007 : Olympique lyonnais
- 2007-2008 : RC Saint-Étienne
- 2009-2012 : ES Saint-Simon Toulouse
- 2010-2011 : Saint-Orens rugby féminin
- 2012-2013 : AS Muret
- 2016-2017 : LOU[1]

## Palmarès
- Championne de France en 2007 avec l'Olympique lyonnais
- Stage Équipe de France de rugby à XV féminin en 2010